# Linie aktuální kontroly

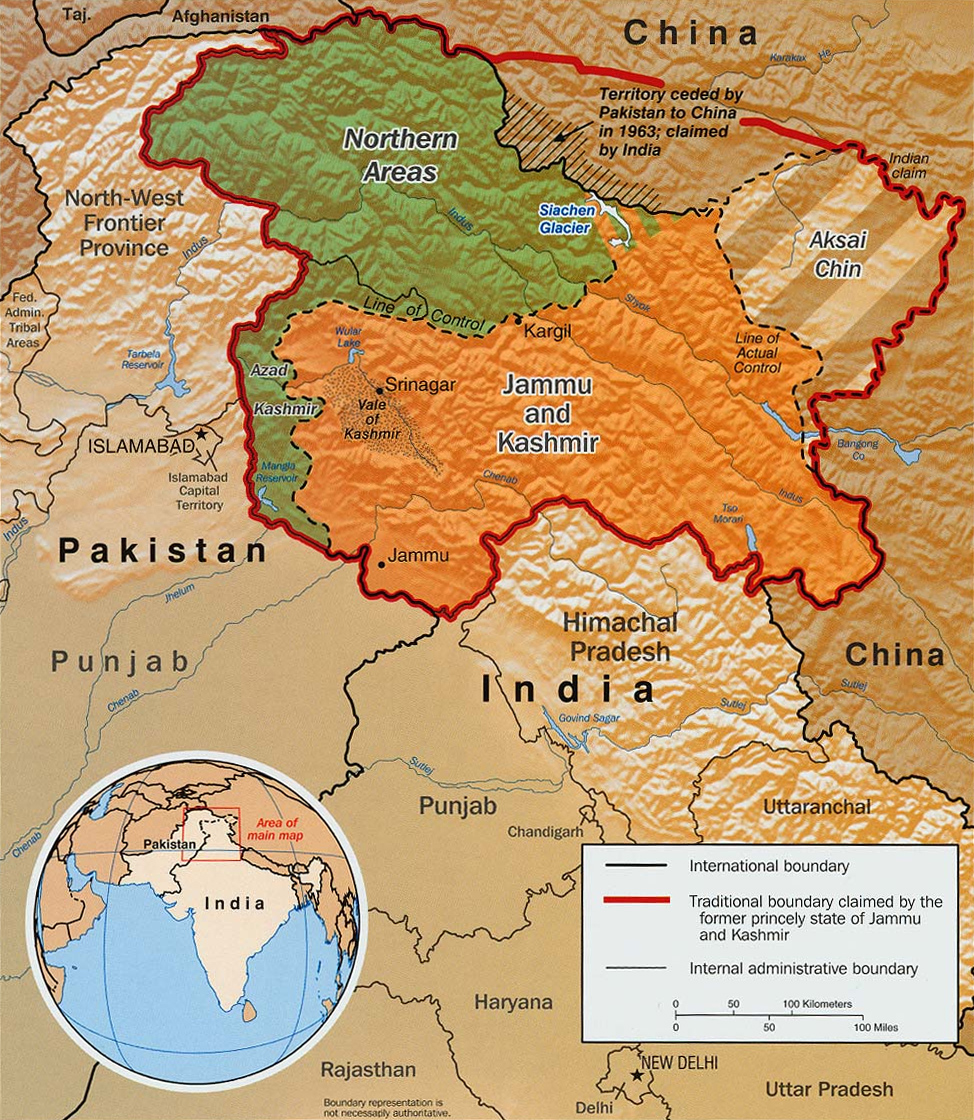
Západní část Linie aktuální kontroly

Linie aktuální kontroly (anglicky Line of Actual Control, ve zkratce LAC) je de facto hranicí mezi Čínskou lidovou republikou a Indií. Odděluje území, které je pod čínskou kontrolou, od území pod indickou kontrolou v těch místech, ve kterých neexistuje oboustranně uznaná hranice. Východně od Bhútánu se ve svém průběhu prakticky shoduje s McMahonovou linií.